# شهرستان دای
شهرستان دای (به لاتین: Dai County) یک منطقهٔ مسکونی در چین است که در شینجو واقع شده‌است. شهرستان دای ۱٬۷۲۹ کیلومتر مربع مساحت و ۲۱۴٬۰۹۱ نفر جمعیت دارد.